# Dhanauli
Dhanauli is een census town in het district Agra van de Indiase staat Uttar Pradesh.

## Demografie
Volgens de Indiase volkstelling van 2001 wonen er 23.475 mensen in Dhanauli, waarvan 54% mannelijk en 46% vrouwelijk is. De plaats heeft een alfabetiseringsgraad van 48%.